# Franco Moschino
Franco Moschino (ur. 27 lutego 1950 w Abbiategorasso, zm. 8 września 1994) – włoski projektant mody, założyciel domu mody Moschino.

## Życiorys
Franco Moschino urodził się 27 lutego 1950 roku w Abbiategorasso w regionie Lombardii. W 1968 roku Moschino wyprowadził się z domu i zaczął studia na Akademii Sztuk Pięknych w Mediolanie (Accademia delle Belle Arti). Trzy lata później, w 1971 roku, zdobył dyplom i rozpoczął pracę jako ilustrator Gianniego Versace. Ten zachęcił Moschino, aby zaczął projektować własne kolekcje pod swoim nazwiskiem. Franco Moschino plan zrealizował w 1983 roku, kiedy zadebiutował ze swoją kolekcją Couture!. Kolekcje Franca Moschino wyróżniała ekstrawagancja, oryginalne pomysły jak np. bielizna z agrafek.
W 1992 roku Moschino przeszedł operację usunięcia guza brzucha. Zmarł dwa lata później, 8 września, w wyniku komplikacji zdrowotnych powiązanych z AIDS.